# Garniga Terme
Garniga Terme ist eine italienische Gemeinde mit 390 Einwohnern in der Provinz Trient, gelegen auf dem Monte Bondone in 800 m Höhe.

## Geschichte
Die Herkunft des Namens „Garniga“ ist umstritten, oft wird eine Ableitung vom deutschen „gar nichts“ angenommen. Im 12. oder 13. Jahrhundert kamen deutsche Bergleute in das Gebiet, um nach Bodenschätzen zu suchen. Da sie nichts fanden, blieb der Name „gar nichts“ bestehen. Diese Siedler blieben jedoch vor Ort und wurden zu Bauern, Hirten und Holzfällern.
Die Nutzung der Wälder war lange Zeit die wirtschaftliche Grundlage des Dorfes, insbesondere der Handel mit Brennholz, Kalk und Holzkohle. Aufgrund der deutschen Einwanderung entwickelte sich eine kleine deutschsprachige Sprachinsel, ähnlich wie in anderen Teilen des Trentino. Die wirtschaftliche Entwicklung des Ortes begann erst 1956 mit dem Bau einer Straße ins Tal, wodurch viele Einwohner neue Berufe ergriffen.

## Wappen und Symbole
Das Gemeindewappen, 1994 offiziell anerkannt, zeigt einen Tannenbaum mit drei Sternen, den Monte Bondone mit einer Sonne sowie eine blühende Arnika-Pflanze.

## Sehenswürdigkeiten
Kirche Sant’Osvaldo: Eine gotische Kirche aus dem 14. Jahrhundert mit barocken Elementen.
Thermalbäder: Garniga war bekannt für Kräuterbäder zur Behandlung von Rheuma und Gelenkschmerzen. Die Thermen wurden jedoch vor einigen Jahren geschlossen und sind nun im Besitz der Provinz Trient.